# Нічний експрес (поїзд Херсон — Ужгород)
«Нічний експрес»  — пасажирський поїзд № 31/32 сполученням Херсон — Ужгород. Незважаючи на те, що поїзд відправляється з початкового та кінцевого пунктів вдень і їде майже добу, він отримав категорію «нічного експреса». Протяжність маршруту поїзда складає 1424 км.
На даний поїзд є можливість придбати електронні проїзні документи.

## Історія
30 березня 2020 року поїзд повинен був відправитися у перший рейс, але через пандемію COVID-19 та припинення роботи громадського транспорту він так і не вирушив. Таке саме сталося із поїздом № 134/133 Миколаїв — Івано-Франківськ, який від того числа повинен був подовжувався до станції Рахів і мав курсувати графіком скасованого поїзда № 606/605 «Говерла» сполученням Львів — Рахів.
24 грудня 2020 року Укрзалізниця нарешті призначила новий поїзд № 5/6 категорії нічний експрес сполученням Херсон — Ужгород. Поїзд сформований з вагонів, що пройшли капітально-відновлювальний ремонт, а його графік складений з урахуванням побажань пасажирів. Також поїзд зсполучає мальовничі Карпати і Чорне море. В перший рейс поїзд вирушив з Ужгорода 24 грудня 2020 року, зворотно з Херсона — 25 грудня 2020 року.
З 8 по 26 березня 2021 року через потрапляння Закарпатської області у «червону зону» поїзду було скорочено маршрут руху до станції Львів.
З 28 березня 2021 року поїзд курсує щоденно.
З 13 квітня 2021 року поїзд тимчасово скасований через низький попит (населеність сягала лише 1 %).
З 12 грудня 2021 року поїзду змінено номер на 32/31.

## Інформація про курсування
Поїзд курсує цілий рік, через день. Із Херсона відправляється по непарним числам місяця, з Ужгорода — по парним. На маршруті руху здйснює 8 тарифних та 2 технічних зупинок на проміжних станціях. Від станції Біла Церква до станції Львів поїзд курсує через станції Бердичів, Шепетівка, Броди, не зупиняючись на них (найшвидший і найкоротший маршрут), а не через Вінницю, Хмельницький і Тернопіль, як більшість інших. На стиковій станції Тимкове здійснюється технічна зупинка для зміни локомотива різних родів струму. На станції Козятин II — зміна локомотивних бригад.
| Розклад руху поїзда № 6/5 Ужгород — Херсон на 2021 рік | Розклад руху поїзда № 6/5 Ужгород — Херсон на 2021 рік | Розклад руху поїзда № 6/5 Ужгород — Херсон на 2021 рік | Розклад руху поїзда № 6/5 Ужгород — Херсон на 2021 рік | Розклад руху поїзда № 6/5 Ужгород — Херсон на 2021 рік |
| Час прибуття                                           | Час відправлення                                       | Станція                                                | Час прибуття                                           | Час відправлення                                       |
| ------------------------------------------------------ | ------------------------------------------------------ | ------------------------------------------------------ | ------------------------------------------------------ | ------------------------------------------------------ |
|                                                        | 16:21                                                  | Ужгород                                                | 13:11                                                  | —                                                      |
| 13:59                                                  | —                                                      | Херсон                                                 | —                                                      | 15:10                                                  |

Актуальний розклад руху вказано у розділі «Розклад руху призначених поїздів» на офіційному вебсайті «Укрзалізниці».

## Склад поїзда
Поїзд складається з 8 купейних і 2 вагонів класу «Люкс», плацкартні вагони в потязі не передбачені.
Вагони обладнані холодильниками, мікрохвильовими печами, кавоварками, окремими табло з назвами станцій і температурою у вагоні. У кожному купе встановлені розетки та софітні світлодіодні лампи, на вікнах замість штор — сучасні жалюзі. Нові вагони обладнані біотуалетами, тому провідникам не доводиться закривати санвузли в санітарних зонах.